# Flowery Branch, Georgia
Flowery Branch är en stad (city) i Hall County, i delstaten Georgia, USA. Enligt United States Census Bureau har staden en folkmängd på 5 791 invånare (2011) och en landarea på 16,4 km².